# Nogal Pampa Verde
Nogal Pampa Verde es un caserío peruano ubicado en el distrito de Frías, perteneciente a la provincia de Ayabaca del departamento de Piura, al norte del Perú.

## Ubicación
Nogal Pampa Verde se ubica al sur de la provincia de Ayabaca, en el distrito de Frías, en el departamento de Piura.

## Demografía
En 2017 Nogal Pampa Verde tenía una población de 128 habitantes.